# انتخابات البرلمان الأوروبي 1999
كانت انتخابات البرلمان الأوروبي لعام 1999 لجميع مقاعد البرلمان الأوروبي البالغ عددها 626 والتي أقيمت في خمسة عشر دولة عضو في الاتحاد الأوروبي وذلك في 10 و 11 و 13 يونيو 1999. كان إقبال الناخبين منخفضًا بشكل عام، باستثناء بلجيكا ولوكسمبورغ، حيث التصويت إلزامي وحيث أجريت الانتخابات الوطنية في نفس اليوم. كانت هذه أول انتخابات أوروبية تشارك فيها النمسا وفنلندا والسويد جنبًا إلى جنب مع باقي الدول الأعضاء الأخرى وذلك بعد انضمامها للاتحاد الأوروبي في عام 1995 وصوتت حينها بشكل منفصل. أجريت الانتخابات التالية في عام 2004 .

## النتائج النهائية
| انتخابات البرلمان الأوروبي 1999 | انتخابات البرلمان الأوروبي 1999 | انتخابات البرلمان الأوروبي 1999       | انتخابات البرلمان الأوروبي 1999       | انتخابات البرلمان الأوروبي 1999 | انتخابات البرلمان الأوروبي 1999 | انتخابات البرلمان الأوروبي 1999 |
| مجموعة                          | مجموعة                          | وصف                                   | برئاسة                                | أعضاء البرلمان الأوروبي         | أعضاء البرلمان الأوروبي         | أعضاء البرلمان الأوروبي         |
| ------------------------------- | ------------------------------- | ------------------------------------- | ------------------------------------- | ------------------------------- | ------------------------------- | ------------------------------- |
|                                 | EPP-ED                          | المحافظون والديمقراطيون المسيحيون     | هانز جيرت بوترينغ                     | 233                             |                                 |                                 |
|                                 | PES                             | الديمقراطيون الاجتماعيون              | إنريكي بارون                          | 180                             |                                 |                                 |
|                                 | ELDR ‏                           | الليبراليون والديمقراطيون الليبراليون | بات كوكس                              | 50                              |                                 |                                 |
|                                 | G – EFA                         | الخضر والجهويون                       | هايدي هوتالا بول لانوي ‏               | 48                              |                                 |                                 |
|                                 | EUL-NGL                         | الشيوعيون واليسار المتطرف             | فرانسيس فورتز ‏                        | 42                              |                                 |                                 |
|                                 | UEN ‏                            | المحافظون الوطنيون                    | تشارلز باسكوا                         | 31                              |                                 |                                 |
|                                 | EDD ‏                            | المتشككون في أوروبا                   | ينس بيتر بوند                         | 16                              |                                 |                                 |
|                                 | TGI                             | مختلط                                 | جيانفرانكو ديلالبا ‏ فرانشيسكو سبيروني | 18                              |                                 |                                 |
|                                 | NI                              | المستقلون واليمين المتطرف             | لا أحد                                | 8                               | المجموع: 626                    | المصادر:                        |